# Обровница
Обровница је насељено место у саставу града Бјеловара, у Бјеловарско-билогорској жупанији, Република Хрватска.

## Становништво
На попису становништва 2011. године, Обровница је имала 185 становника.

## Попис1991.
На попису становништва 1991. године, насељено место Обровница је имало 208 становника, следећег националног састава:
| Попис 1991.‍  | Попис 1991.‍  | Попис 1991.‍ | Попис 1991.‍ | Попис 1991.‍ |
| ------------ | ------------ | ----------- | ----------- | ----------- |
|              |              |             |             |             |
| Хрвати       | Хрвати       |             | 129         | 62,01%      |
| Срби         | Срби         |             | 65          | 31,25%      |
| Југословени  | Југословени  |             | 6           | 2,88%       |
| Муслимани    | Муслимани    |             | 2           | 0,96%       |
| Мађари       | Мађари       |             | 1           | 0,48%       |
| остали       | остали       |             | 1           | 0,48%       |
| неопредељени | неопредељени |             | 4           | 1,92%       |
| укупно: 208  |              |             |             |             |